# Bergtjärnen (Malungs socken, Dalarna)
Bergtjärnen är en sjö i Malung-Sälens kommun i Dalarna och ingår i Göta älvs huvudavrinningsområde.